# Ucorni
(J.R.R. Tolkien, Il Signore degli Anelli, Le due torri, cap. IX, Relitti ed alluvioni)
Gli Ucorni (in inglese e nella nuova traduzione italiana Huorn) sono personaggi di Arda, l'universo immaginario fantasy creato dallo scrittore inglese J.R.R. Tolkien. Sono presenti nella trilogia de Il Signore degli Anelli. Sono alberi antichissimi la cui origine è piuttosto oscura.
Molto probabilmente risalgono ai tempi della grande foresta di Arda.
Per certi aspetti (come il possesso di una volontà, la capacità di parola, la possibilità di muoversi ed attaccare...) sono vicini agli Ent, ma contrariamente a questi tendono a condurre un'esistenza molto simile a quella degli alberi "normali". Solitamente si ergono immobili nelle profondità delle foreste (come nel caso di Fangorn e della Vecchia Foresta) e tendono a sviluppare una volontà misteriosa ed oscura.
Se colti dall'ira o guidati dagli Ent, possono attaccare oppure muoversi a grande velocità avvolti in inquietanti nebbie ed ombre mistiche.
Ne Il Signore degli Anelli è determinante il loro contributo nell'attacco ad Isengard guidato da Barbalbero e nell'uccisione di molti Uruk-hai nella battaglia del Fosso di Helm.

## Vecchio Uomo Salice

Il Vecchio Uomo Salice nel videogioco Il Signore degli Anelli: La Compagnia dell'Anello

All'interno del corpus dello scrittore, il Vecchio Uomo Salice è un Ucorno che ostacola il viaggio nella Vecchia Foresta degli hobbit Merry, Pipino, Sam e Frodo. A partire dalla Terza Era, dimora nella Vecchia Foresta, al confine est della Contea, lungo le sponde del Sinuosalice. Con il passare dei secoli ha iniziato a covare dentro di sé un sentimento di odio nei confronti di tutto ciò che si muove liberamente (e che spesso taglia, brucia, spezza), un odio che ha tinto di nero il suo cuore, che ha reso il suo spirito malevolo.
Tom Bombadil lo descrive come un potente cantore che illudeva con i suoi stratagemmi chiunque gli si pari davanti. Una descrizione più specifica del personaggio viene data da Bombadil nel capitolo Nella casa di Tom Bombadil:
(Tom Bombadil.)
Quasi tutta la Vecchia Foresta è sotto il suo vigile controllo, sotto l'influenza della sua volontà. Ha potere sui venti e trae energia dalla terra attraverso le sue profondissime radici. Per mezzo di un potente sortilegio, una melodia incantatrice appena udibile nel delicato fruscio delle foglie al vento, è in grado di indurre al sonno le malcapitate vittime, il cui destino è quello di scomparire inglobate nel suo tronco.
L'unico, nella Vecchia Foresta, il cui potere è superiore a quello del Vecchio Salice, è Tom Bombadil, il quale infatti salva Merry, Pipino, Sam e Frodo dalle grinfie del malvagio albero.